# Bhoovanahalli, Malur
Bhoovanahalli là một làng thuộc tehsil Malur, huyện Kolar, bang Karnataka, Ấn Độ.